# Herbertorossia kimminsi
Herbertorossia kimminsi är en nattsländeart som beskrevs av Kumanski 1979. Herbertorossia kimminsi ingår i släktet Herbertorossia och familjen ryssjenattsländor. Inga underarter finns listade i Catalogue of Life.